# Fargesia perlonga
Fargesia perlonga är en gräsart som beskrevs av Chi Ju Hsueh och Tong Pei Yi. Fargesia perlonga ingår i släktet bergbambusläktet, och familjen gräs. Inga underarter finns listade i Catalogue of Life.